# مقاطعة بونيفيل (أيداهو)
مقاطعة بونيفيل (بالإنجليزية: Bonneville County)‏ هي إحدى مقاطعات ولاية أيداهو في الولايات المتحدة الأمريكية. وبلغ عدد سكانها 123٫964 نسمة حسبَ تعداد عام 2020.